# Luzern-Stadt
Luzern-Stadt (niem. Wahlkreis Luzern-Stadt) – okręg w Szwajcarii, w kantonie Lucerna. Siedziba okręgu znajduje się w miejscowości Lucerna (Luzern).
Okręg składa się z jednej gminy (Gemeinde) o powierzchni 29,10 km² i o liczbie mieszkańców 83 840.

## Gminy
1. Lucerna (Luzern)

## Zmiany administracyjne
- 1 stycznia 2010
  - przyłączenie gminy Littau do miasta Lucerna